# بسته‌شدن ۲۰۲۱ کانال سوئز
بسته‌شدن ۲۰۲۱ کانال سوئز یک حادثه دریایی بود که در آن کشتی کانتینری اور گیون متعلق به شرکت اور گرین، به طول ۴۰۰ متر (۱٬۳۰۰ فوت) در ۲۳ مارس ۲۰۲۱ در ساعت ۰۷:۴۰ به وقت رسمی مصر (UTC + ۲) در کانال سوئز به گل نشست و تا ۲۹ مارس کانال را بند آورده بود. طوفان شن و ماسه و وزش بادهای شدید با سرعت ۷۴ کیلومتر بر ساعت (۴۰ گره) باعث خروج کشتی از مسیر خود، و برخورد آن به بستر کناره‌های کانال شد که انسداد کامل کانال و عدم امکان عبور دیگر شناورها را در پی داشت.
در روز بعد از زمین‌گیری، حداقل ۱۵ کشتی دیگر در لنگرگاه‌ها نگه داشته شدند و حداقل ۲۳۷ کشتی در صف برای عبور از کانال بودند در حالی که اوضاع در حال حل بود. انسداد در جنوب بخشی از کانال بود که دارای دو کانال موازی است، بنابراین هیچ راهی برای عبور دیگر کشتی‌ها از اور گیون وجود نداشت. در ۲۹ مارس اور گیون تا حدی دوباره شناور شد و نزدیک به ۸۰٪ در جهت صحیح قرار گرفت؛ گرچه سینه آن همچنان گیر کرده بود. سرانجام کشتی در ساعت ۱۵:۰۵ به وقت رسمی مصر (۱۳:۰۵ UTC) توسط یدک‌کش‌های مصری، هلندی و ایتالیایی آزاد شد و برای معاینه‌های فنی با یدک‌کش‌ها به سمت دریاچه تلخ بزرگ شروع به حرکت کرد. سپس خرابی و خسارت‌های کانال بررسی شد و سرانجام اداره کانال در ساعت ۱۹:۰۰ به وقت محلی (۱۷:۰۰ UTC) مجوز کشتی‌رانی دوباره را صادر کرد.

## پیش‌زمینه
اور گیون یکی از بزرگ‌ترین کشتی‌های کانتینردار جهان است. مالک آن شویی کیسن کایشا، زیرمجموعه کشتی‌سازی ایماباری ژاپن است و مجری آن شرکت اورگرین مرین مستقر در تایوان است. این کشتی در پاناما ثبت شده‌است.
کانال سوئز در سال ۱۸۶۹ افتتاح شد، و یکی از مهم‌ترین مسیرهای تجاری در جهان است. کمیل اگلوف، کارشناس ترابری دریایی از گروه مشاوره بوستون بیان کرد که «تمام بار از آسیا از طریق کانال سوئز عبور داده می‌شود به همین دلیل این کانال یک گذرگاه بسیار مهم است». پروژه ای در دست ساخت است که ظرفیت این کانال را تا سال ۲۰۲۳ دو برابر کنند، امروزه تقریباً پنجاه کشتی در روز از طریق کانال عبور می‌کنند.

## حادثه

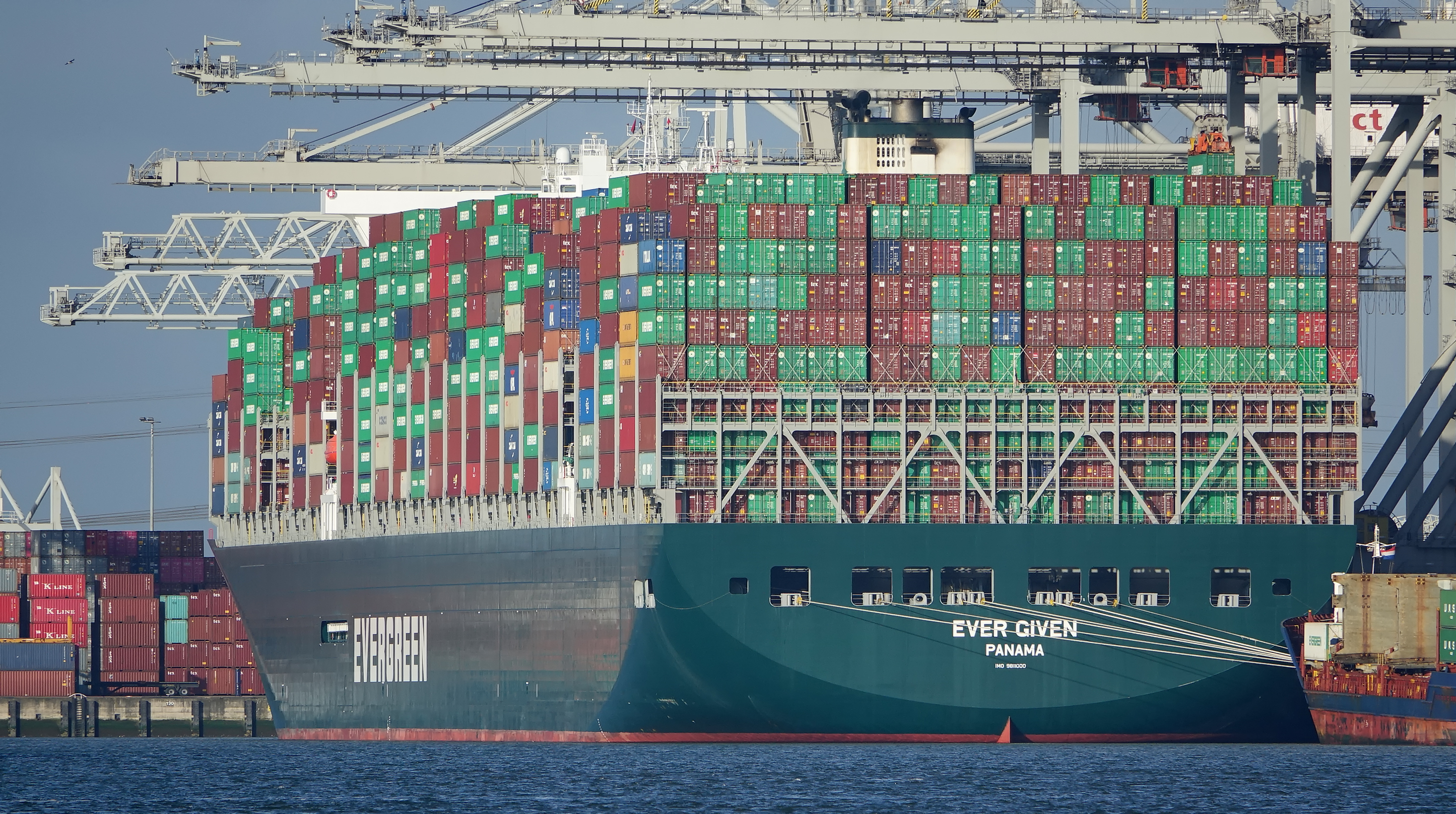
اور گیون در مارس ۲۰۲۰

مسدود شدن کانال سوئز در پی گیر کردن یک کشتی غول‌پیکر ایجاد شد.
این کشتی با نام «اور گیون» که با پرچم پاناما در حال حرکت بود، حامل محموله‌ای بزرگ از آسیا به مقصد اروپا بود. وقوع چنین سانحه‌ای در تاریخ ۱۵۰ ساله کانال سوئز بی‌سابقه است. همزمان، این نگرانی وجود داشت که کشتی‌های متوقف‌مانده در آبراه هدف حمله قرار گیرند. شرکت کشتیرانی «اورگرین» مستقر در تایوان که هدایت این کشتی را برعهده دارد در بیانیه‌ای اعلام کرد که این کشتی هنگام ورود به کانال سوئز از آب‌های دریای سرخ، با وزش شدید باد روبه‌رو شد اما هیچ‌یک از کانتینرهایی که حمل می‌کرد غرق نشده‌اند.
در ۲۳ مارس ۲۰۲۱ در ساعت ۰۷:۴۰ به وقت محلی (۰۵:۴۰ ساعت هماهنگ جهانی)، اور گیون در حال عبور از کانال سوئز بود که در طوفان شن گرفتار شد. بادهای شدیدی که سرعتشان به ۴۰ گره (۷۴ کیلومتر بر ساعت) می‌رسید، منجر به «از دست دادن توانایی هدایت کشتی» و انحراف بدنه آن شدند. این باعث به پهلو چرخیدن اور گیون و عدم توانایی آن برای جابه‌جایی شد که انسداد کانال را از هر دو طرف در پی داشت. هیچ‌گونه آسیب‌دیدگی برای خدمه اور گیون که همگی از اتباع هند بودند، گزارش نشد. کانال سوئز در این بخش، تنها دارای یک آبراه است.

## واکنش

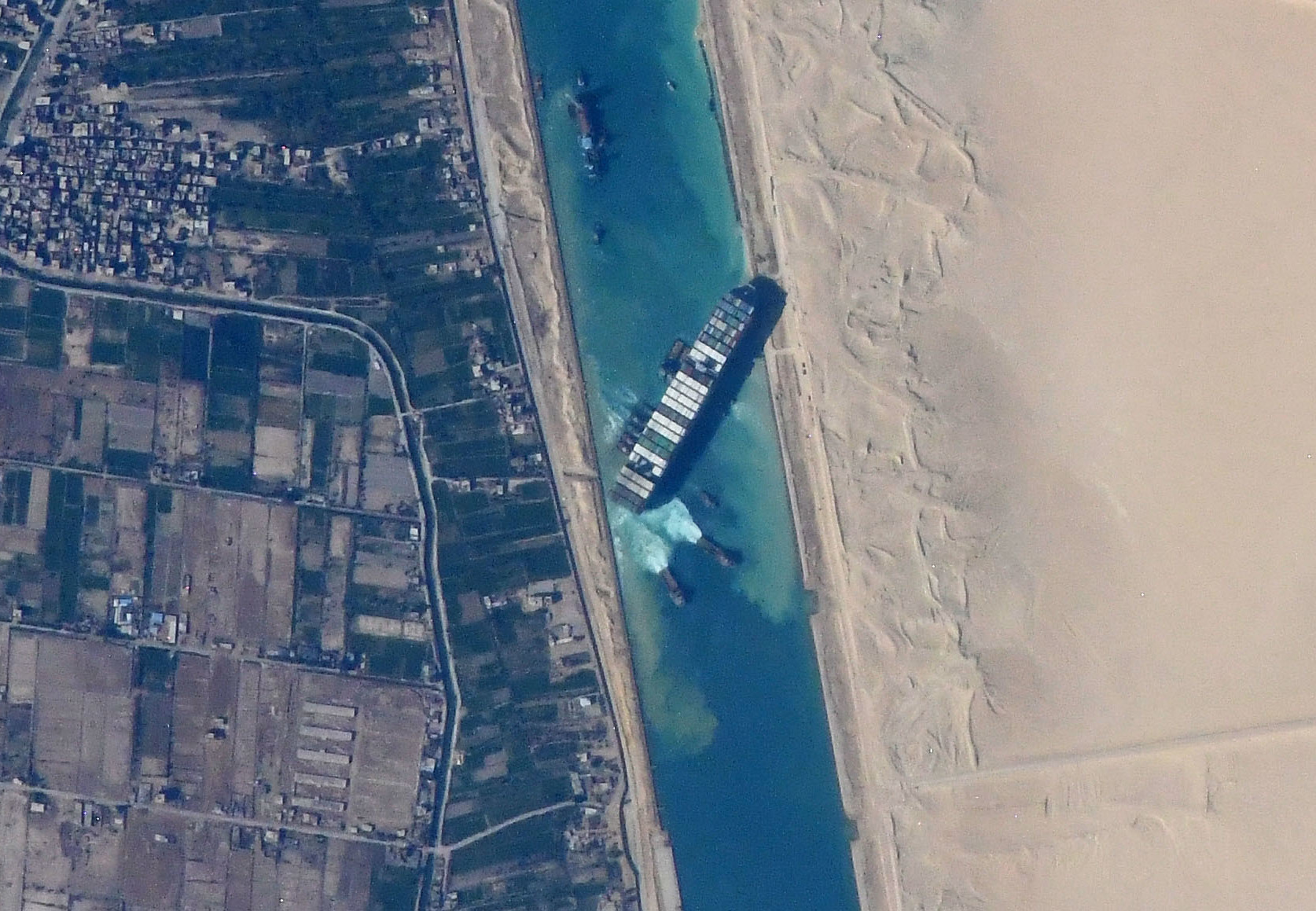
یدک‌کش‌ها در تلاش برای آزادی کشتی، عکس از ایستگاه فضایی بین‌المللی در ۲۷ مارس

مقامات قصد داشتند دو شناور را از عقب اور گیون حرکت دهند تا امکان برای عملیات دوباره شناورسازی فراهم شود. سوخت، پارسنگ آب و چندین کانتینر از کشتی خارج شد تا به کاهش وزن آن کمک کند؛ زیرا ماشین آلات سنگین، از جمله یک بیل مکانیکی، زمین زیر کشتی را می‌کندند. هشت کشتی یدک‌کش نیز در تلاش برای آزادسازی آن حضور داشتند. پیتر بردوسکی، مدیر اجرایی رویال بوسکالیس وست مینستر، اظهار داشت که این عملیات «می‌تواند روزها تا هفته‌ها طول بکشد».
در ۲۵ مارس، اداره کانال سوئز (SCA) ناوبری را از طریق کانال سوئز تا زمانی که اور گیون بتواند دوباره شناور شود، به حالت تعلیق درآورد. در همان روز، مشاور بنادر عبدالفتاح سیسی، رئیس‌جمهور مصر، اظهار داشت که انتظار دارد کانال «حداکثر در ۴۸–۷۲ ساعت» پاکسازی شود. روز بعد، اداره کانال سوئز گفت که عملیات لایروبی آن نزدیک به ۸۷ درصد پیشرفت داشته‌است.
در ۲۶ مارس، اداره کانال پیشنهادی را که تیم ارزیابی کارشناسان لایروبی نیروی دریایی ایالات متحده برای کمک به تلاش برای برداشتن کشتی ارائه داده بود، پذیرفت.
در ۲۷ مارس، اداره کانال گفت که ۱۴ قایق باریک در تلاشند تا از جزر و مد آن روز برای جابه‌جایی کشتی استفاده کنند و در صورت عدم موفقیت، روز بعد تعداد بیشتری قایق فرستاده می‌شود. یوکیتو هیگاکی، رئیس مالک شوئی کیسن، گزارش داد که به نظر نمی‌رسد کشتی آسیب دیده باشد و آبی به درون آن وارد نمی‌شود و امکان فعالیت دوباره آن پس از آزادسازی وجود دارد. هیچ زمان مشخصی برای بازگشایی کانال اعلام نشده‌است، زیرا مشخص شده که برطرف کردن این مشکل دشوار است. با این حال، طبق گزارش مجله ایجپت تودی، ساعت ۵:۰۰ به وقت گرینویچ، کشتی ۳۰ متر (۱۰۰ فوت) به سمت شمال حرکت کرده بود. تأخیر در ترابری ممکن بود پس از رهایی اور گیون نیز ادامه یابد، زیرا کشتی‌ها با بندرهای شلوغ و تأخیرهای اضافی روبرو بودند. در ۲۷ مارس، بیش از ۳۰۰ کشتی در هر دو انتها و در وسط کانال گیر کرده بودند و بسیاری دیگر در حال تغییر مسیر یا به فکر آن بودند.
در ۲۸ مارس، تلاش‌ها برای آزادی کشتی باعث حرکت‌های جزئی عقب کشتی و سکان آن در هنگام جزر و مد شد و اسامه ربیع رئیس اداره کانال در این باره گفت که آب دوباره در زیر کشتی در حال حرکت است و «کشتی در هر زمانی می‌تواند بلغزد و از نقطه‌ای که در آن است، حرکت کند»، افزون بر این، وی اظهار امیدواری کرد که با وجود جزر و مد و باد شدید که تلاش‌ها برای آزادسازی را دشوار می‌کند، برداشتن برخی از ۱۸٬۳۰۰ کانتینر موجود در کشتی، ضروری نخواهد بود. این در حالی بود که عبدالفتاح السیسی، رئیس‌جمهور مصر، دستور داد مقدمات اولیه برای سبک‌سازی کشتی فراهم شود. صبح آن روز یدک‌کش آلپ گارد با کشش بولاردی برابر با ۲۸۵ تن وارد شد که تقریباً ظرفیت یدک‌کش‌ها را دو برابر کرد.
در ۲۹ مارس، عقب اور گیون در ساعت ۰۴:۳۰ به وقت محلی (۰۲:۳۰ UTC) دوباره شناور شد، و یک یدک‌کش ایتالیایی به نام کارلو مگنو وارد میدان شد و ظرفیت یدک‌کشی را افزایش بسزایی داد. با تنظیم بالاست و هماهنگی زمان یدک‌کشی با جریان جزر و مد، کشتی در ساعت ۱۵:۰۵ به وقت محلی (۱۳:۰۵ UTC) در پی جزر و مد یک ابرماه آزاد شد. برای جابجایی این کشتی ۲۲۴٬۰۰۰ تنی از ۱۴ یدک‌کش استفاده شد.

## اثر اقتصادی

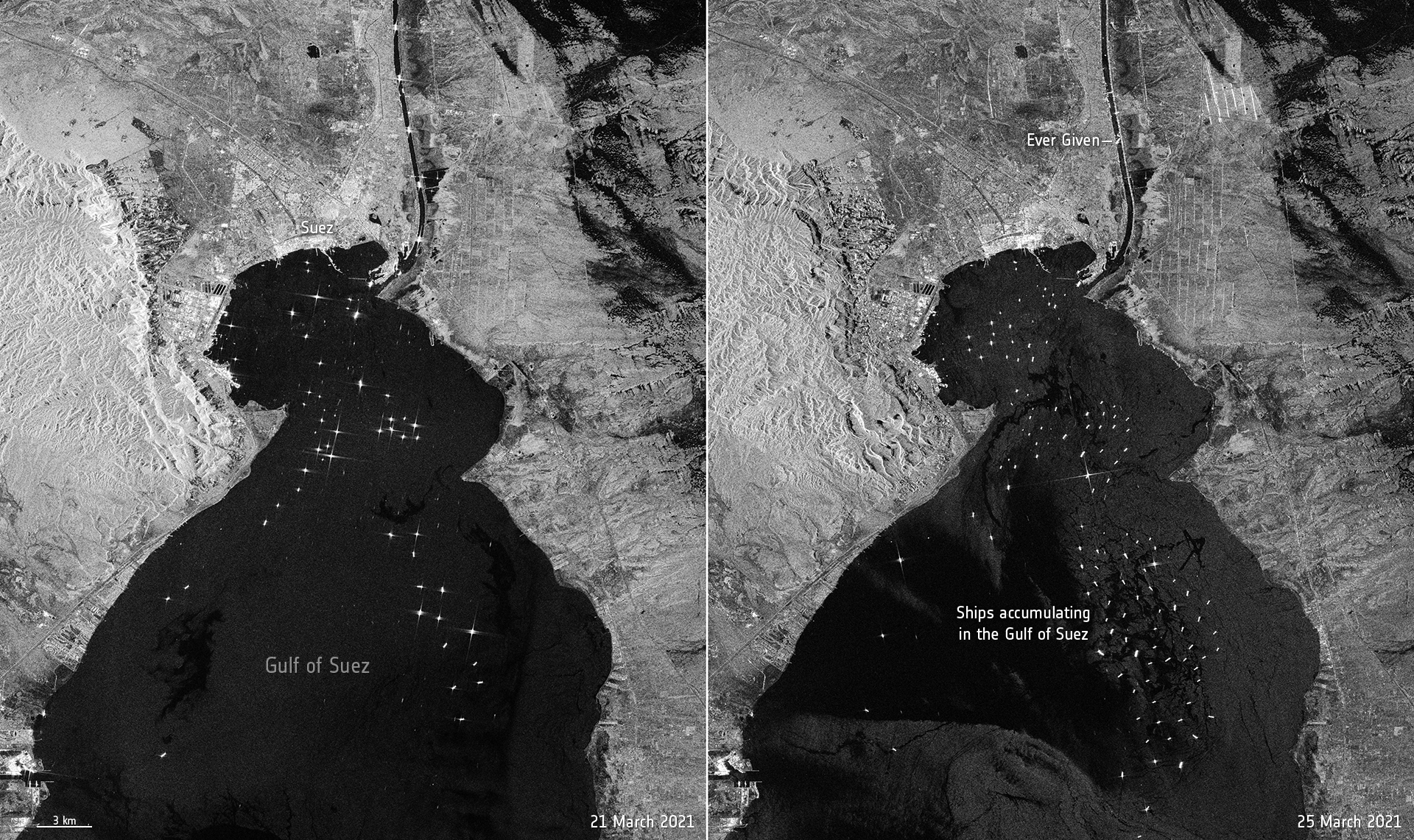
ترافیک در خلیج سوئز ناشی از انسداد است که توسط ماهواره سنتینل-۱ دیده می‌شود

نزدیک به ۱۰ درصد از تجارت جهانی در کانال ۱۹۳ کیلومتری (۱۲۰ مایل) عبور داده می‌شود. کارشناسان هشدار داده‌اند که این حادثه احتمالاً منجر به تأخیر حمل اقلام روزمره برای مشتریان در سراسر جهان خواهد شد.
با بسته شدن این کانال، میزان ترافیک دریایی روزانه در قسمت غربی ۵٫۱ میلیارد دلار و بخش شرقی نزدیک به ۴٫۵ میلیارد دلار است. که در مجموع باعث می‌شود ۹٫۶ میلیارد دلار کالا نتواند از این کانال عبور کند. در حال حاضر کانال سوئز سریع‌ترین مسیر کشتیرانی میان اروپا و آسیا است. نزدیک به ۷ درصد تجارت دریایی جهان از این کانال انجام می‌شود.
بر اساس آمارهای کشتیرانی ریفینیتیو، بیش از ۳۰ تانکر نفتی در دو طرف این کانال از روز سه‌شنبه منتظر مانده‌اند تا مسیر باز شود. حداقل ۴ تانکر نفتی لانگریج۲ که از سمت آتلانتیک به سمت کانال سوئز آمده‌اند در حال سبک‌سنگین کردن یک مسیر دیگر برای رسیدن به مقصد بودند. هر تانکر نفتی لانگریج۲ نزدیک به ۷۵ هزار تن نفت جابه‌جا می‌کند.
کانال سوئز پس از نزدیک به یک هفته که توسط یکی از بزرگ‌ترین کشتی‌های باری دنیا بسته شده بود باز شد. کشتی باری اور گیون ترابری دریایی از این کانال را متوقف و میلیاردها دلار خسارت به خاطر تأخیر در تحویل بارها به بار آورده‌است.
آزادسازی این کشتی به گل نشسته باعث جشن و شادی در کانال سوئز شده و کشتی‌هایی که نزدیک به یک هفته پشت این کانال معطل بودند، به نشانه شادی بوق‌های خود را به صدا درآوردند.
در ۱۳ آوریل ۲۰۲۱ اداره کانال سوئز با توقیف کشتی و کارکنان آن درخواست ۹۱۶ میلیون دلار تاوان کرد.

## در فرهنگ عمومی
میم‌ها و لطیفه‌های بسیاری دربارهٔ این رخداد منتشر شد. این لطیفه‌ها و میم‌ها توسط کاربران تیک‌تاک تفسیرهای شخصی آن‌ها را از این حادثه به تصویر کشیدند. در توئیتر نیز پیشنهادهای بسیاری برای رفع مشکل به شیوه شوخی در کنار اظهارنظرها دربارهٔ ارتباط مسائل شخصی با گیر افتادن کشتی، منتشر شدند. یک ماد نیز برای شبیه‌ساز پرواز مایکروسافت ساخته شد که زمین‌گیر شدن کشتی‌ها را در کانال سوئز نشان می‌داد. روزی که اور گیون دوباره آزاد شد، گوگل آن را با افزودن یک تخم‌مرغ عید پاک با جستجوی «کانال سوئز» یا «اور گیون» که کشتی‌هایی در امتداد نوار کناری صفحه در حال حرکت بودند، جشن گرفت.
گاردین با انتشار داستانی برای دروغ اول آوریل، ادعا کرد که مصر تصمیم دارد کانال دومی بسازد که در رسانه‌های ترکیه نیز مورد توجه قرار گرفت؛ اما در ظهر توسط «گاردین» به عنوان دروغ اعلام شد (که برای آن‌ها چنین شوخ‌طبعی‌هایی معمول است).
برخی از منابع خاورمیانه‌ای شایعاتی را دربارهٔ هدف قرار دادن نخستین ناخدای زن مصری نیز منتشر کردند، که ظاهراً براساس یکی از خبرهای عرب نیوز بود. این موارد جنسیت را در صنعت دریایی برجسته می‌کند، جایی که فقط ۲٪ از مشاغل توسط زنان اجرا می‌شود. ناخدای مورد نظر ابتدا در کشتی آیدا آی‌وی که در زمان حادثه در اسکندریه بود، کار می‌کرد.